# Diocesi di Filadelfia di Lidia

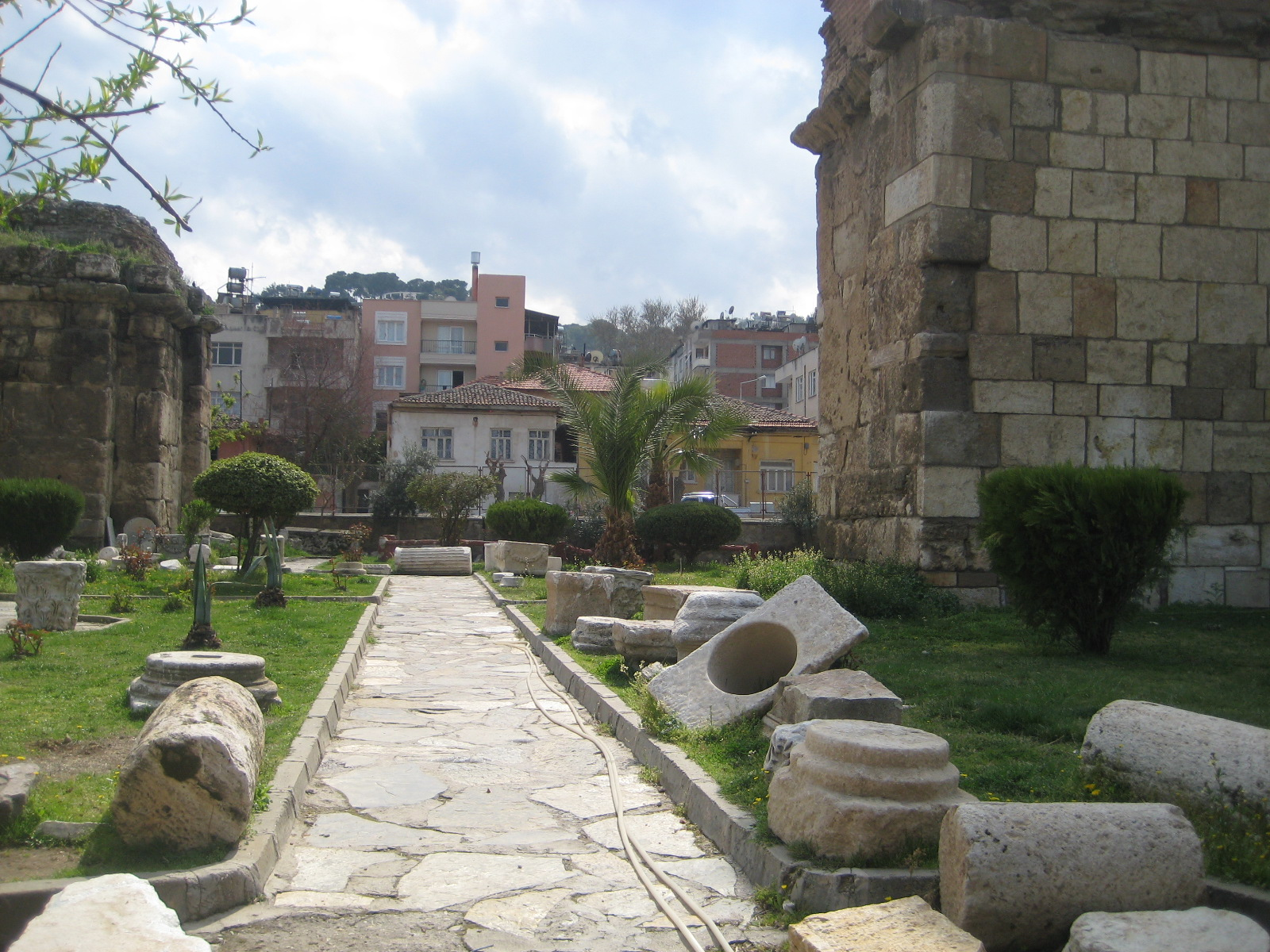
Resti della chiesa bizantina di San Giovanni a Alaşehir.

La diocesi di Filadelfia di Lidia (in latino Dioecesis Philadelphiensis in Lydia) è una sede soppressa e sede titolare della Chiesa cattolica.

## Storia
Filadelfia di Lidia, identificabile con Alaşehir nell'odierna Turchia, è un'antica sede episcopale della provincia romana della Lidia nella diocesi civile di Asia. Faceva parte del patriarcato di Costantinopoli ed era suffraganea dell'arcidiocesi di Sardi.
Filadelfia è sede di un'antica comunità cristiana, le cui origini risalgono agli albori del cristianesimo. Secondo il libro delle Costituzioni apostoliche, i primi due vescovi conosciuti, Lucio e Demetrio, sarebbero stati istituiti rispettivamente dall'apostolo Paolo e dall'evangelista Giovanni. Si vuole identificare Lucio con quello menzionato da san Paolo nei saluti finali della lettera ai Romani (16,21), e Demetrio con l'omonimo personaggio citato nella terza lettera di Giovanni (12). La comunità cristiana di Filadelfia fu poi oggetto delle critiche dell'apostolo Giovanni, che la menziona fra le Sette Chiese dell'Asia a cui si indirizza nel libro dell'Apocalisse (3,7-13). I suoi fedeli furono destinatari anche di una delle lettere scritte da Ignazio di Antiochia, ove si afferma l'esistenza di un vescovo, ma senza menzionarne il nome.
Sono diversi i vescovi di questa diocesi conosciuti e documentati dalle fonti antiche. Etemasio fu uno dei padri del primo concilio di Nicea del 325. Cirino aderì all'arianesimo e, assieme agli altri vescovi antiniceni, nell'autunno del 343 abbandonò il concilio di Sardica.
Nel sinodo ariano di Seleucia, nel 359, Teodosio prese le distanze dai suoi colleghi ariani, sottoscrisse la formula ortodossa di Acacio di Cesarea e per questo motivo fu deposto. Teodosio è ancora documentato nel 363 per aver indetto un sinodo per condannare alcune ordinazioni episcopali da lui ritenute anticanoniche; in questo sinodo manifestò posizioni teologiche eterodosse.
Teofanio fu un anticirilliano convinto e come tale fece opposizione durante il concilio di Efeso del 431; al termine del concilio subì una condanna, come si evince da una lettera del 433. Appiano sottoscrisse nel 458 la lettera dei vescovi della Lidia all'imperatore Leone dopo la morte di Proterio di Alessandria. Eustazio sottoscrisse la lettera sinodale contro Severo di Antiochia e il partito monofisita nel sinodo convocato a Costantinopoli nel 518 dal patriarca Mena.
Giovanni partecipò al terzo concilio di Costantinopoli nel 680. Licasto assistette al secondo concilio di Nicea nel 787. Michele visse all'epoca del patriarca san Niceforo (806-815) e fu incaricato da questi di portare una missiva a papa Leone III; in questa occasione sembra che la sede fosse già elevata al rango di arcidiocesi. Infine un sigillo episcopale riporta il nome del vescovo Agapeto di Filadelfia, che Vitalien Laurent attribuisce, con il beneficio del dubbio, al X secolo.
Nel XIV secolo Filadelfia ereditò i diritti metropolitici che furono di Sardi.
Dal XVI secolo Filadelfia di Lidia è annoverata tra le sedi vescovili titolari della Chiesa cattolica; la sede è vacante dal 26 novembre 1970.

## Cronotassi

### Vescovi greci
- Lucio †
- Demetrio †
- Anonimo † (menzionato attorno al 107)
- Etemasio † (menzionato nel 325)[5]
- Cirino ? † (menzionato nel 344)[6]
- Teodosio † (prima del 359 - dopo il 363)[7]
- Teofanio † (prima del 431 - dopo il 433)[8]
- Appiano † (menzionato nel 458)[9]
- Eustazio † (menzionato nel 518)[10]
- Giovanni † (menzionato nel 680)[11]
- Licasto † (menzionato nel 787)[12]
- Michele † (all'epoca del patriarca san Niceforo)[13]
- Agapeto † (X secolo ?)[14]

### Vescovi titolari
I vescovi di Filadelfia di Lidia appaiono confusi con i vescovi di Filadelfia di Arabia e di Filadelfia Minore (Isauria), perché nelle fonti citate le cronotassi delle tre sedi non sono distinte.
- Marcus Lyresius † (8 gennaio 1603 - 28 giugno 1611 deceduto)[15]
- Georg Christoph Rösch † (16 luglio 1612 - 30 novembre 1634 deceduto)[15]
- Michael Dalmeras † (23 ottobre 1623 - 13 dicembre 1629 succeduto vescovo di Vaison)
- Patrick Joseph Carew † (6 marzo 1838 - 30 maggio 1843 nominato arcivescovo titolare di Edessa)[16]
- Francis Xavier Norbert Blanchet † (1º dicembre 1843 - 7 maggio 1844 nominato vescovo titolare di Draso)
- Aristide Cavallari † (22 agosto 1903 - 13 marzo 1904 nominato patriarca di Venezia)
- William Giles † (25 luglio 1904 - 28 luglio 1913 deceduto)
- Domenico Pasi † (9 settembre 1913 - 15 dicembre 1919 nominato vescovo di Macerata e Tolentino)
- Francis Vazhapilly † (5 aprile 1921 - 21 dicembre 1923 nominato eparca di Trichur)
- Luigi Mazzini † (24 giugno 1926 - 13 dicembre 1950 deceduto)
- Pietro Zuccarino † (5 gennaio 1951 - 29 novembre 1953 nominato vescovo di Bobbio)
- João de Deus Ramalho, S.I. † (10 gennaio 1954 - 25 febbraio 1958 deceduto)
- Agustín Arce Mostajo † (23 maggio 1958 - 26 novembre 1970 dimesso)